# Virtua Tennis 4
Virtua Tennis 4 – tenisowa gra komputerowa wydana przez firmę Sega. Jest kolejną częścią słynnej kolekcji Virtua Tennis. Jej poprzedniczką była Virtua Tennis 3.

## Opis gry
Gra rozpoczyna się od krótkiego wprowadzenia i nauczenia gracza zagrań w odpowiednie pola kortu. Używa się klawiszów Z, X, C, V oraz strzałek na klawiaturze. Następnie gra daje nam kilka opcji;

### Kariera
Na początku tworzymy gracza, którego chcemy wprowadzić w tenisowy świat. W każdym turnieju oprócz Wielkiego Szlema rozgrywa się półfinał i ew. finał. Turnieje te toczą się m.in. w: Marbelli, Los Angeles, Sztokholmie, Pradze, Szanghaju i Kairze. Każdy mecz trwa do wygrania 2 gemów. Za każdy wygrany mecz otrzymujemy pieniądze i punkty do rankingu, lecz także tracimy energię. Po zakończeniu kariery jeżeli nasze punktowe konto przekracza 750 pkt startujemy w turnieju "mistrzów", gdzie w finale czeka na nas Jim Courier oraz w meczu z "Kingiem". W turnieju mistrzów mecz trwa do wygrania 4 gemów.

#### Wielki Szlem
Jeżeli ranking na to pozwala, grę zaczynamy od ćwierćfinału, jeśli nie, przechodzimy 3 mecze kwalifikacyjne do turnieju głównego.

### Ćwiczenia
Gra zawiera także ćwiczenia umiejętności gracza np.: "Bomb Match" (ćwiczenie szybkich zagrań), "Poker Match" (umiejętność kierunku zagrań i znajomości Pokera) czy "Wind Match" (umiejętność radzenia sobie z wiatrem).

### Exhibition
Umożliwia stworzenie meczu z gwiazdami światowego tenisa. Gracz może wybrać m.in.: Mariję Szarapową, Venus Williams, Anę Ivanović, Swietłanę Kuzniecową, Laurę Robson, Caroline Wozniacki, Rafaela Nadala, Novaka Đokovica, Roger Federera, Andy'ego Murraya, Fernando Gonzáleza i Juana Martína del Potro. Dostępna jest też rozgrywka zawodnikami stworzonymi przez gracza podczas trybu Kariery.

### Online
Tryb pozwala na rozgrywkę wieloosobową przez Internet.